# 狩野良信
狩野 良信（かのう りょうしん、嘉永元年5月17日（1848年6月17日） - 大正8年（1919年））は、明治時代の狩野派の画家。

## 来歴
狩野雅信の門人。狩野氏。狩野祐信の子。良信、芳春斎と号す。狩野派の正統の画家であったが、川上冬崖に洋画を学び、明治期に産業関係の版画の版下絵などを描いている。また、明治17年（1884年）4月、第2回絵画共進会にて褒状を受ける。『原色浮世絵大百科事典』第2巻は良信の読みを「よしのぶ」としている。

## 作品
- 「大日本国産童蒙一覧」 横判 揃物 明治5年（1872年）から明治9年（1876年） 中島仰山、溝口月耕、宮本三平、山崎董泉らと合作 良信は藍一覧、烟草一覧、蒔絵一覧などを描いている。